# Taretán
Taretán es una localidad del estado mexicano de Guanajuato. Es parte del municipio de Irapuato.

## Toponimia
El nombre «Taretán» proviene del purépecha, su significado es «sementera» o «campo de cultivo».

## Demografía
| Gráfica de evolución demográfica |
|                                  |

| Censo | Población |
| ----- | --------- |
| 1900  | 158       |
| 1910  | 162       |
| 1921  | 91        |
| 1930  | 97        |
| 1940  | 157       |
| 1950  | 156       |
| 1960  | 274       |
| 1970  | 429       |
| 1980  | 710       |
| 1990  | 830       |
| 2000  | 949       |
| 2010  | 1 123     |
| 2020  | 1 398     |